# Polícia Civil do Estado de Sergipe
A Polícia Civil do Estado de Sergipe é uma das polícias de Sergipe, Brasil, órgão do sistema de segurança pública ao qual compete, nos termos do artigo 144, § 4º, da Constituição Federal e ressalvada competência específica da União, as funções de polícia judiciária e de apuração das infrações penais, exceto as de natureza militar.
É órgão de natureza operacional integrante da estrutura organizacional da Secretaria de Estado da Segurança Pública, da Administração Direta do Poder Executivo estadual.

## Funções institucionais
- Exercer com exclusividade as funções de Polícia Judiciária, procedendo a investigação pré-processual e a formalização de atos investigatórios relacionados com a apuração de infrações penais, especialmente inquéritos policiais, termos circunstanciados de ocorrência e outros procedimentos correlatos;
- Praticar atos necessários a assegurar a apuração de infrações penais, inclusive o cumprimento de mandado de prisão, a realização de diligências requisitadas, fundamentadamente, pelo Poder Judiciário ou Ministério Público, e o fornecimento de informações para a instrução processual;
- Requisitar serviços de identificação civil e criminal e exames periciais em geral, necessários à instrução de procedimentos apuratórios de sua competência e da justiça criminal e adotar providências cautelares destinadas a colher e resguardar indícios de provas da ocorrência de infrações penais, nos termos da legislação processual penal;
- Organizar, executar e manter serviços de registro, cadastro, controle e fiscalização de armas, munições e explosivos e expedir licença para a respectiva aquisição e porte, na forma da legislação específica;
- Exercer a fiscalização de jogos e diversões públicas, nos termos da legislação específica;
- Organizar, executar e manter serviços de estudo, análise, estatística e pesquisa policial da criminalidade e da violência, inclusive mediante convênio com órgãos congêneres e entidades de ensino superior;
- Manter intercâmbio operacional e de cooperação técnico-científica com instituições policiais congêneres, para cumprimento de diligências destinadas à apuração de infrações penais e instrução de inquérito e outros procedimentos formais;
- Prestar serviços para outros órgãos, mediante convênio, no qual seja assegurada a indenização dos seus custos, através do pagamento de taxas para o FUNESP (Fundo Estadual de Segurança Pública);
- Exercer outras atividades afins ou correlatas, especialmente aquelas que legalmente lhe forem atribuídas ou determinadas.[3]

## Planos de carreira
| Delegado de Polícia | Escrivão de Polícia | Agente de Polícia Judiciária |
| ------------------- | ------------------- | ---------------------------- |
| 1° Classe           | 1° Classe           | 1° Classe                    |
| 2° Classe           | 2° Classe           | 2° Classe                    |
| 3° Classe           | 3° Classe           | 3° Classe                    |

## Organização policial

### Estrutura administrativa
A Polícia Civil tem sua estrutura básica constituída dos seguintes órgãos:
Órgão Colegiado
- Conselho Superior de Polícia Civil;

Órgão de Direção Superior
- Superintendência da Polícia Civil;

Órgão de Apoio e Assessoramento
- Gabinete do Superintendente de Polícia Civil;

Órgãos Instrumentais
- Academia de Polícia Civil (ACADEPOL);
- Coordenadoria de Estudos, Pesquisas e Estatísticas – CODEPE;

Órgãos Operacionais
- Coordenadoria de Polícia Civil da Capital – COPCAL;

Delegacias de Polícia
- Coordenadoria de Polícia Civil do Interior - COPCIN

Delegacias de Polícia
- Centro de Operações Policiais Especiais:

Divisão de Telecomunicações (DITEL)
Divisão de Inteligência e Planejamento Policial (DIPOL);
Órgão de Controle Interno da Polícia Civil
- Corregedoria-Geral de Polícia Civil – CGPC;

### Delegacia de polícia
A Polícia Civil do Estado de Sergipe, dirigida pelo Superintendente da Polícia Civil, desenvolve os serviços públicos da sua competência, basicamente, através das delegacias policiais. As delegacias distribuídas pelo território estadual, são, nas suas circunscrições, o centro das investigações e dos demais atos de polícia judiciária e pontos de atendimento e proteção à população.
Em apoio as delegacias distritais, surgiram as delegacias especializadas decorrentes do desenvolvimento da atividade criminosa que também se especializou, organizou-se em quadrilhas e estendeu as suas ações por largas faixas territoriais. As principais delegacias especializadas reprimem o tráfico de entorpecentes, o roubo e o furto, inclusive de automóveis, as fraudes ou defraudações, sendo certa a inclusão das delegacias de homicídios dentre essas unidades pela importância do bem jurídico protegido que é a vida humana.
Atendendo as suas finalidades específicas as delegacias da Polícia Civil de Sergipe são:
Delegacias Metropolitanas de Polícia Civil
Delegacias Especializadas de Polícia Civil
Delegacias Regionais de Polícia Civil
Delegacias Municipais de Polícia Civil
Delegacias Distritais de Polícia Civil

## Outras instituições
- Polícia Federal
- Polícia Rodoviária Federal
- Polícia Militar do Estado de Sergipe
- Guarda Municipal